# اندیس رود چشمه دزدی
رود چشمه دزدی یک اندیس فلزی است که در حوالی شهر نرماشیر استان کرمان قرار دارد و مادهٔ معدنی موجود در آن، مس است.سنگ میزبان این اندیس آمفیبولیت شیست ، مرمر و گرانودیوریت است و دیرینگی آن به دوران ائوسن می‌رسد. در این اندیس، پاراژنز‌های پیریت یافت می‌شوند.